# Weekend (группа)
Weekend — американский музыкальный коллектив из Сан-Франциско, Калифорния, исполняющий музыку в стилях шугейзинг и нойз-рок, с элементами lo-fi-музыки. Группа была основана в 2009 году, а два первых EP и дебютный альбом Sports были выпущены в 2010 году на лейбле Slumberland Records. Рейтинг альбома на Pitchfork Media составил 8.2, а также получил 4 из 5 балла на Tinymixtapes. Хорошие отзывы об альбоме оставили радиостанция National Public Radio, а также издания NME, Drowned in Sound, The Onion's AV Club, и PopMatters.
Sports также был упомянут в издании Sports Illustrated наряду с одноименным альбомом музыканта Хьюи Льюиса.
Песня "End Times" была использована в коммерческом продвижении 6 сезона сериала Декстер.
23 июля 2013 года был выпущен второй альбом Jinx, также на Slumberland Records.

## Дискография

### Альбомы
- Sports (2010, Slumberland)
- Jinx (2013, Slumberland)

### Синглы
- Red (2011, Slumberland)
- All-American (2010, Mexican Summer)
- End Times (2011, Slumberland, Neon transparent yellow)

### Сплиты
- Weekend — End Times/Young Prisms — I Don't Get Much (2010, Transparent)